# Казино Роял (филм, 2006)
Вижте пояснителната страница за други значения на Казино Роял.
„Казино Роял“ е 21-ият филм от поредицата за Джеймс Бонд и първият с Даниел Крейг в ролята на легендарния агент 007.
Излиза през 2006 г. Режисиран е от новозеландския режисьор Мартин Кембъл, който снима и „Златното око“ през 1995 г. Сценарият на филма е адаптиран по едноименната книга на Иън Флеминг от 1953 г.

## Сюжет
Внимание:  Текстът по-долу разкрива сюжета на произведението (или части от него)!
Действието на филма проследява началото на кариерата на агент 007, когато още няма „лиценз за убийства“. Джеймс Бонд (Даниел Крейг) се изправя срещу загадъчния Льошифър (Мадс Микелсен), банкер и ковчежник на международните терористи. Загубил значителна част от парите на своите опасни клиенти, Льошифър е принуден да организира турнир в известното черногорско „Казино Роял“, където да се опита да си възстанови загубите. „М“ (Джуди Денч), шефът на МИ-6, изпраща срещу него Джеймс Бонд, един от най-добрите играчи на покер сред агентите…

## В ролите
| Актьор             | Роля                                                                |
| ------------------ | ------------------------------------------------------------------- |
| Даниел Крейг       | Джеймс Бонд                                                         |
| Мадс Микелсен      | криминалният банкер Льошифър                                        |
| Ева Грийн          | Веспър Линд, служител на МИ-6, помощничка на Бонд                   |
| Джуди Денч         | „М“, шефът на МИ-6                                                  |
| Джефри Райт        | агентът от ЦРУ Феликс Лейтър                                        |
| Йеспер Кристенсен  | г-н Уайт, представител на някаква всемогъща престъпна „Организация“ |
| Джанкарло Джанини  | Рене Матис, агент на МИ-6 в Черна гора                              |
| Саймон Абкарян     | Алекс Димитриос, помощник на Льошифър, работи на Бахамите           |
| Катерина Мурино    | любовницата на Димитриос, по-късно е убита от ревност               |
| Ивана Миличевич    | Валенка, приятелка на Льошифър                                      |
| Исак де Банколе    | Стивен Обано, лидер на африканските терористи                       |
| Клаудио Сантамария | Карлос, терорист, който се опитва да взриви самолета                |

## Музика на филма
Саундтракът е създаден от известния композитор Дейвид Арнолд. По-рано Арнолд пише музика за още три филма за Джеймс Бонд. „Главната“ песен „You Know My Name“ е в изпълнение на Крис Корнел. Музикалната тема на тази песен звучи по време на целия филм. Така режисьорът е решил да подчертае неопитността на Бонд, който все още не се е превърнал в „истинския“ Джеймс Бонд. И само в края на филма звучи „класическата“ тема „Джеймс Бонд“ и е произнесена легендарната фраза на героя: „Моето име е Бонд. Джеймс Бонд.“.

## Интересни факти
- „Казино „Роял“ е първият роман за приключенията на Джеймс Бонд в официалния списък на „бондиана“, а е сниман последен като 21-ви филм.
- Невероятно, но от всички филми на „бондиана“, само във филма „Казино „Роял“ се показва дъжд.
- Филмът веднага убива две от „девойките на Бонд“.
- „Телефонът“ на Бонд е мобилен телефон „Sony Ericsson K800i“.
- Колата, в багажника на която Матис е скрил труповете на африканските терористи, е съветски автомобил ЗИЛ-117.

## „Казино Роял“ в България
На 7 септември 2014 г. филмът се излъчва по Нова телевизия с български дублаж. Екипът се състои от:
| Преводач            | Благовест Костадинов                                                                                  |
| Режисьор на дублажа | Димитър Кръстев                                                                                       |
| Тонрежисьор         | Цветомир Цветков                                                                                      |
| Озвучаващи артисти  | Даниела Йорданова Даниела Сладунова Георги Георгиев-Гого Силви Стоицов Васил Бинев Светозар Кокаланов |